# ریکی استانیکی
ریکی استانیکی (انگلیسی: Ricky Stanicky) یک فیلم کمدی آمریکایی محصول ۲۰۲۴ به کارگردانی پیتر فارلی با بازی زک افران، جان سینا، جرمین فاولر، اندرو سانتینو، لکس اسکات دیویس و ویلیام اچ میسی است.
این فیلم در ۷ مارس ۲۰۲۴ در ایالات متحده به‌وسیلهٔ آمازون ام‌جی‌ام استودیوز از طریق سرویس استریمینگ این شرکت، یعنی پرایم ویدئو منتشر شد.

## داستان
ریکی استانیکی نام یک شخصیت خیالی است که توسط سه دوست قدیمی اختراع شده‌است، به عنوان فردی که به خاطر رفتار نادرست آنها در دو دهه گذشته سرزنش شده‌است. هنگامی که شرکای آنها مشکوک می‌شوند و خواستار ملاقات با استانیکی می‌شوند، آنها تصمیم می‌گیرند یک بازیگر را برای زنده کردن این شخصیت استخدام کنند.

## تولید
فیلمبرداری در ملبورن، استرالیا، در فوریه و مارس ۲۰۲۳ انجام شد.

## بازخورد
در وبگاه جمع‌آوری نقد راتن تومیتوز، ٪۴۷ از ۵۷ بررسی منتقدان مثبت است و میانگینِ امتیاز آن ۵٫۳/۱۰ است. اجماع این وبگاه چنین می‌نویسد: «ریکی استانیکی به لطف اجرای پایهٔ جان سینا خنده‌های زیادی به خود می‌گیرد، اما این خنده‌ها برای پشتیبانی از داستان ضعیف فیلم و مدت زمان بیش از اندازه کافی نیست.» این فیلم در متاکریتیک که از میانگین وزنی استفاده می‌کند، بر اساس نظر ۲۳ منتقدین امتیاز ۴۴ از ۱۰۰ را کسب کرده که نشان‌گر «نقدهای مختلط یا متوسط» است.